# Babamist
Babamist est un étalon Pur-sang qui a un impact profond sur l'élevage du cheval de sport américain, en particulier dans le concours complet.
Babamist est né dans le Maryland, et a couru en steeple-chase pendant quatre ans avant sa carrière de reproducteur. Sa carrière sportive n'a pas été exceptionnelle : en 13 départs, il a enregistré un record de 5-0-1 et rapporté $10,620. Plus tard, Il a été utilisé comme un cheval de chasse à courre, de saut d'obstacles et de concours complet

## Pedigree
| Origines de Babamist | Origines de Babamist | Origines de Babamist | Origines de Babamist |
| -------------------- | -------------------- | -------------------- | -------------------- |
| Père Mystic 1954     | Relic 1945           | War Relic 1938       | Man o'War - 1917     |
| Père Mystic 1954     | Relic 1945           | War Relic 1938       | Friars Carse - 1923  |
| Père Mystic 1954     | Relic 1945           | Bridal Colors 1931   | Black Toney - 1911   |
| Père Mystic 1954     | Relic 1945           | Bridal Colors 1931   | Vaila - 1911         |
| Père Mystic 1954     | Tosca 1942           | Tourbillon 1928      | Ksar - 1918          |
| Père Mystic 1954     | Tosca 1942           | Tourbillon 1928      | Durban - 1918        |
| Père Mystic 1954     | Tosca 1942           | Eroica 1930          | Banstar - 1923       |
| Père Mystic 1954     | Tosca 1942           | Eroica 1930          | Macedonienne - 1913  |
| Mère Babadana 1949   | Flushing 1939        | Mahmoud 1933         | Blenheim II - 1927   |
| Mère Babadana 1949   | Flushing 1939        | Mahmoud 1933         | Mah Mahal - 1928     |
| Mère Babadana 1949   | Flushing 1939        | Callandar 1931       | Buchan - 1916        |
| Mère Babadana 1949   | Flushing 1939        | Callandar 1931       | Calendula - 1926     |
| Mère Babadana 1949   | Beaubabs 1940        | Gino 1930            | Tetratema - 1917     |
| Mère Babadana 1949   | Beaubabs 1940        | Gino 1930            | Teresina - 1917      |
| Mère Babadana 1949   | Beaubabs 1940        | Beauflower 1933      | Sun Beau - 1925      |
| Mère Babadana 1949   | Beaubabs 1940        | Beauflower 1933      | Flower Girl - 1925   |

## Descendants
Babamist est très connu en tant que père de chevaux de complet. Il est l'un des rares étalons américains dont les descendants participent à des compétitions au plus haut niveau
Ses descendants comprennent :
- Heyday -  Médaillé d'Argent olympique
- Little Tricky
- Snowy River - Membre de l'équipe américaine des championnats d'Europe 1997
- Mystic High - Jument de l'année 1988 USCTA
- Good Force
- Arctic Mist
- My Turn
- Camacasie[2]
- Solimist
- Dynamite II